# Maiestas Carolina
Mit Maiestas Carolina wird das Gesetzbuch bezeichnet, das Karl IV. 1351–1354 für das Königreich Böhmen entwerfen ließ. Der Ausdruck wurde 1617 geprägt.
Die auf der Basis einheimischen Rechts und der Konstitutionen von Melfi Friedrichs II. (1231) erarbeiteten 127 Artikel sollten die Macht des Königs stärken, weshalb die böhmischen Landstände solange Widerstand leisteten, bis Karl IV. das Projekt 1355 fallen ließ.
Das Gesetzesbuch stieß auf derart erbitterten Widerstand des böhmischen Landesadels, der sich in wesentlichen Funktionen entmachtet sah, dass Karl es als „verbrannt, untergegangen, vernichtet ... zusammen mit seinen Unterschriften und Siegeln“ erklären ließ, ohne dass noch eine Abschrift erhalten wäre (Ferdinand Seibt). Es hat dennoch in einigen Exemplaren überlebt und gibt wertvolle Einblicke in die Umstände und Probleme der Zeit.